# فرنسيس فونسيكا
فرنسيس فونسيكا (بالإنجليزية: Francis Fonseca) هو سياسي بليزي، ولد في 11 مارس 1967 في مدينة بليز في بليز. حزبياً، نشط في حزب الشعب المتحد ‏. وقد انتخب عضو مجلس نواب بليز عن دائرة Freetown (Belize House constituency) ‏ وقد انضم خلال فترته النيابية ‏  للكتلة البرلمانية حزب الشعب المتحد ‏ وانتخب عضو مجلس نواب بليز عن دائرة Freetown (Belize House constituency) ‏ وقد انضم خلال فترته النيابية ‏  للكتلة البرلمانية حزب الشعب المتحد ‏.